# Prochristianella aetobatis
Prochristianella aetobatis är en plattmaskart som beskrevs av Robinson 1959. Prochristianella aetobatis ingår i släktet Prochristianella och familjen Eutetrarhynchidae. Inga underarter finns listade i Catalogue of Life.